# Sztywny układ równań
Sztywny układ równań różniczkowych zwyczajnych – liniowy układ równań różniczkowych zwyczajnych
{\displaystyle x'(t)=Ax(t),}
gdzie {\displaystyle A} jest macierzą kwadratową stopnia {\displaystyle m,} dla którego
- {\displaystyle \mathrm {Re} (\lambda _{j})<0} dla wszystkich wartości własnych {\displaystyle \lambda _{1},\dots ,\lambda _{m}} macierzy {\displaystyle A}
- {\displaystyle s={\frac {\max\{|\lambda _{1}|,\dots ,|\lambda _{m}|\}}{\min\{|\lambda _{1}|,\dots ,|\lambda _{m}|\}}}>1.}

Liczba {\displaystyle s} nazywana jest czasem współczynnikiem sztywności układu.
W zależności od wartości liczby {\displaystyle s} układ może być nazywany np. bardzo sztywnym dla {\displaystyle s\cong 10^{6}} bądź mało sztywnym dla {\displaystyle s\cong 10.}